# Rastko Stefanovič

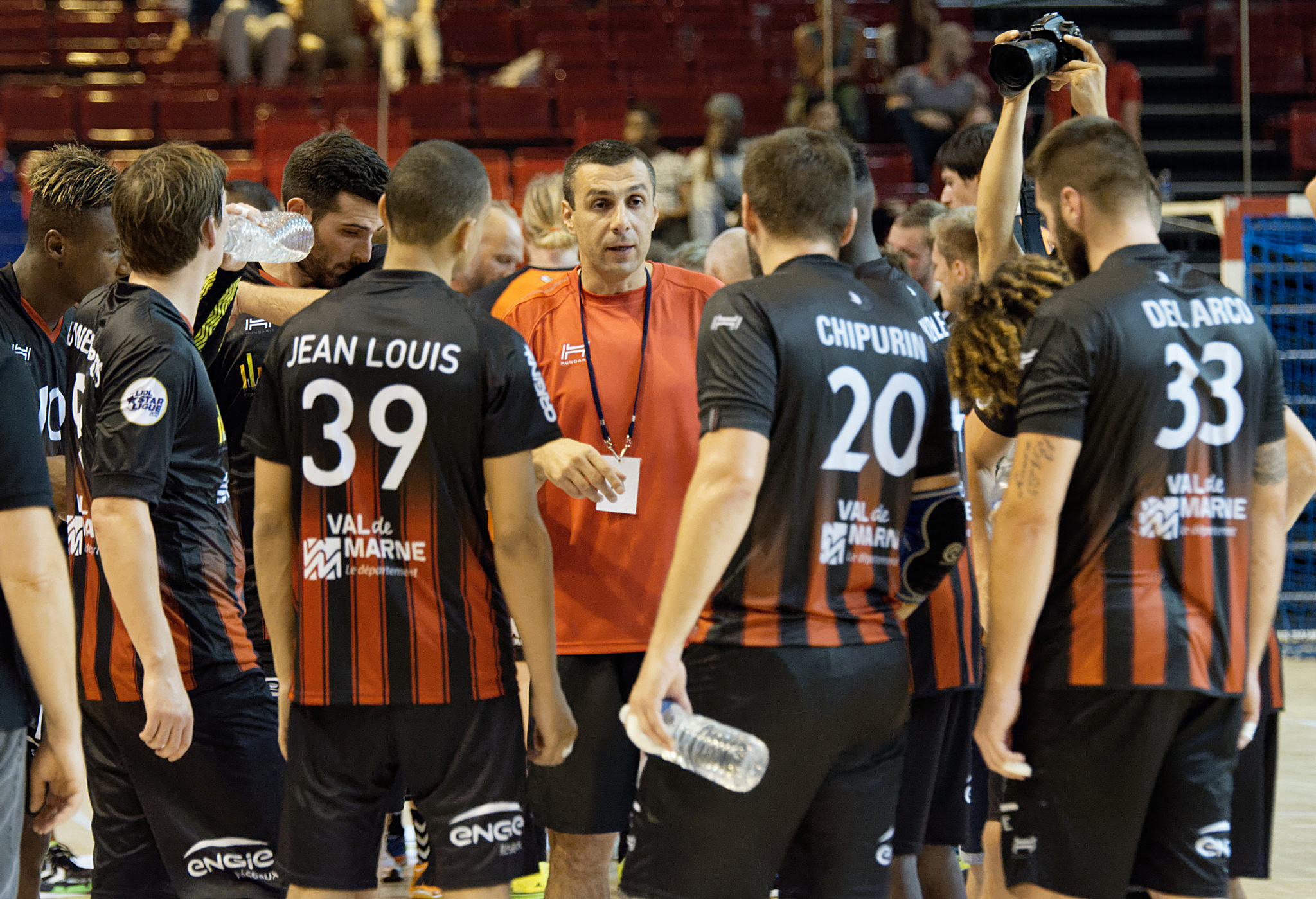
Stefanovič au milieu de ses joueurs de l'US Ivry, le 4 septembre 2016.

Rastko Stefanovič, né le 9 février 1971 à Virovitica en Yougoslavie (aujourd'hui en Croatie), est un ancien joueur de handball serbe,, et slovène,, même s'il n'a jamais été sélectionné en équipe nationale de Slovénie.
Il a notamment remporté la Ligue des champions 2003 avec le Montpellier Handball et a été élu à deux reprises meilleur demi-centre du Championnat de France. Reconverti entraîneur, il a notamment été à la tête de l'US Ivry de 2014 à 2018 et puis du Tremblay-en-France Handball d'août 2019 à février 2020.

## Biographie

### Carrière de joueur
Rastko Stefanovič commence sa carrière en Yougoslavie au Partizan Bjelovar avant de rejoindre en 1990 le RK Proleter Zrenjanin pour quatre saisons. Avec le club yougoslave, il atteint la finale de la Coupe des clubs champions en 1991. Après avoir passé la saison 1994-1995 en Espagne au SD Teucro Pontevedra, il rejoint le club slovène du RK Celje où il évolue jusqu'en 2002. Puis, Patrice Canayer le fait venir au Montpellier Handball. Avec le club français, il remporte en deux saisons la Ligue des Champions en 2003, 2 titres de champion de France, une Coupe de France et une Coupe de la Ligue. Il a également été élu meilleur demi-centre du Championnat de France en 2003.
En 2005, après une année en Espagne au BM Altea et des propositions de plusieurs clubs dont le FC Barcelone, il signe au Tremblay-en-France Handball, club promu en D1,. C'est un pari réussi, car le club atteint à deux reprises la 3e place du Championnat de France en 2009, 2010 ainsi que la finale de la Coupe des coupes en 2011. À titre personnel, il est d'ailleurs élu meilleur demi-centre du Championnat de France en 2009.
En équipe nationale, il compte 92 sélection en Équipe de Yougoslavie puis en Équipe de RF Yougoslavie. Il remporte tout d'abord l'or au Championnat du monde junior 1991 et aux Jeux méditerranéens de 1991, puis obtient la médaille de bronze à l'Euro 1996. À cause d'une blessure, il n'a pas pu participer au Championnat du monde 1999 où sa sélection remporte la médaille de bronze.

### Carrière d'entraineur
En décembre 2013, il est nommé entraineur adjoint du Tremblay-en-France Handball aux côtés de Dragan Zovko, en remplacement de Stéphane Imbratta. S'il parvient de justesse à faire maintenir le club, les dirigeants tremblaysiens ne conserve pas ce duo, leur préférant David Christmann. Stefanovič succède alors à Pascal Léandri à la tête de l'US Ivry à partir de la saison 2014-2015, club qui, après 57 saisons dans l'élite du handball masculin, est relégué en division 2 du fait de sa 13e place à 4 points de... Tremblay. Dès sa première saison, il permet au club de retrouver l'élite en devenant champion de France de D2 de se maintenir en LNH. En décembre 2017, il est acté que son contrat n'est pas prolongé au terme de la saison 2017/18.
En 2019, il retourne au Tremblay-en-France Handball en tant qu'entraîneur principal. En février 2020, il est toutefois mis à pied alors que le club est avant-dernier du Championnat.
En novembre 2021, il est nommé entraîneur du Limoges Handball en remplacement de Tarik Hayatoune et en attendant l'arrivée d'Alberto Entrerríos à l'été 2022. Il parvient à faire maintenir le club dans l'élite en terminant 13e sur 16.

## Palmarès de joueur

### En clubs
Compétitions internationales
- Vainqueur de la Ligue des champions (1) : 2003 (avec Montpellier Handball)
  - Finaliste en 1991 (avec RK Proleter Zrenjanin)
  - Demi-finaliste en 1997, 1998, 1999, 2000, 2001 (avec RK Celje)
- Finaliste de la Coupe des coupes en 2011 (avec Tremblay-en-France Handball)

Compétitions nationales
- Deuxième  du Championnat de Yougoslavie (1) : 1991
- Vainqueur du Championnat de RF Yougoslavie (1) : 1992
- Vainqueur du Championnat de Slovénie (6) : 1996, 1997, 1998, 1999, 2000, 2001
- Vainqueur de la Coupe de Slovénie (6) : 1996, 1997, 1998, 1999, 2000, 2001
- Vainqueur du Championnat de France (2) : 2003, 2004 (avec Montpellier Handball)
  - 3e place en 2009, 2010 (avec Tremblay-en-France Handball)
- Vainqueur de la Coupe de France (1) : 2003 (avec Montpellier Handball)
  - Finaliste en 2010 (avec Tremblay-en-France Handball)
- Vainqueur de la Coupe de la Ligue (1) : 2004 (avec Montpellier Handball)
  - Finaliste en 2003 (avec Montpellier Handball)

### Sélection
- Médaille d'or aux Jeux méditerranéens de 1991
- Médaille d'or au Championnat du monde junior 1991
- Médaille de bronze au Championnat d'Europe 1996,  Espagne
- 4e place au Championnat du monde 1997,  Japon
- 5e place au Championnat d'Europe 1998,  Italie

### Distinctions individuelles
- élu meilleur demi-centre du Championnat de France (2) : 2003[10] et 2009[11]

## Palmarès d'entraîneur

### En clubs
- Vainqueur du champion de France de division 2 (1) : 2015

### Distinctions individuelles
- élu meilleur entraîneur du champion de France de division 2 (1) : 2015[18]